# Альфа и Омега (журнал)
«А́льфа и Оме́га» — российский некоммерческий культурно-просветительский журнал, посвящённый богословским вопросам Православия. Журнал рассматривался как теоретическое православное издание, посвящённое в основном богословским проблемам.
Журнал не являлся официальным органом Русской православной церкви. Однако он получил высокие оценки со стороны Патриархов Московских и всея Руси Алексия II, по словам которого, то, что делает журнал, «полезно и даже необходимо и мирянам и духовенству», и Кирилла, который отметил, что журнал «стал одним из наиболее востребованных изданий среди отечественной христианской периодики».
Публикации журнала, наряду с некоторыми другими источниками, рассматриваются как примеры, содержащие «возрождённую лексику», то есть слова, ранее исчезнувшие из активного словоупотребления или получившие со временем искажённое значение, но затем возвращённые туда в первоначальном значении.

## История
Журнал был основан как «Ученые записки Общества для распространения Священного Писания в России» весной 1994 года по инициативе филолога Марины Журинской, ставшей его главным редактором, с целью ознакомления читателей — людей как церковных, так и нецерковных — с реальным положением вещей в библеистике. Православное учение определило прежде всего отношение к Библии: согласно этому учению, Писание живёт в Церкви, то есть в традиции, и полнота его осмысления осуществляется в рамках Предания.

Идея журнала возникла потому, что ощущалось: нужен православный просветительский журнал. «Ядром» его программы стали христоцентричность Церкви и экклезиоцентричность истории, отсюда название «Альфа и Омега», по слову Писания: Я есмь Альфа и Омега, начало и конец, говорит Господь (Откр. 1, 8, также Откр. 21, 6); Я есмь Альфа и Омега, Первый и Последний (Откр. 1, 10; ср.: Откр. 22, 13). По этому принципу формировалась первоначальная рубрикация журнала, а в дальнейшем новые рубрики возникали, когда в них возникала потребность: «Русь Неуходящая», где помещаются воспоминания очевидцев, «Домашняя церковь», где печатаются в основном проповеди, беседы и очерки, авторы которых, священники, задумываются над непростыми проблемами душепопечительства в наши дни (эти материалы предназначены для семейного чтения и обсуждения), «Диалоги и монологи» — рубрика, в которой неравнодушным людям предоставляется возможность высказаться или побеседовать друг с другом. Правда, в последнее время в этой рубрике наметилась тенденция публикации «бесед в редакции». Соответственно для каждой рубрики изначально либо подбирались материалы из уже наличествующих работ, либо кого-то, кто интересовался соответствующей проблематикой, просили написать. Есть такое английское определение подвига: это когда обнаруживается the right man on the right place at the right time «нужный (букв. правильный) человек на нужном месте в нужное время»; вот так и возник круг авторов нашего журнала. Конечно, бывало, что попадались люди случайные, но это долго не длилось; в основном наши авторы «прикипают» к журналу насовсем, коль скоро им есть, что сказать.
Система рубрик журнала позволила печатать в нём самые разнообразные статьи: от академических исследований до актуальной публицистики и проповедей. По словам архимандрита Саввы (Мажуко): в «Альфе и Омеге» была «особенность, которая, действительно, поражала — открытость и живой интерес к культуре, я бы сказал, религиозное оправдание культуры. В то время это было удивительно и необычно. Ведь церковные люди часто закрываются от светской культуры, относятся к ней с пренебрежением, некоторым недоверием, иногда даже предвзято. А ведь в наше время, мы, верующие люди, должны сражаться за высокие стандарты культуры и образования, противостоять модным экспериментам, губительным для культуры и образования. Именно мы, верующие люди, должны иметь вкус к серьезному чтению, должны быть начитаны и любить Слово, такой завет нам оставил Господь».
В 1996 году журнал получил благословение Патриарха Московского и всея Руси Алексия II.
Весной 1999 года отмечалось 5-летие журнала и выход в свет его 20-го номера. Свои поздравления в адрес редакции прислали Патриарх Алексий II, митрополиты Нижегородский и Арзамасский Николай (Кутепов), митрополит Воронежский и Липецкий Мефодий (Немцов), епископы Верейский Евгений (Решетников) и Сергиевский Василий (Осборн), руководители синодальных отделов и православных учебных заведений, священники и миряне.
В редакционный совет входили: епископ Саратовский и Вольский Лонгин (Корчагин), архимандрит Макарий (Веретенников), протоиерей Алексий Уминский, священник Алексий Тимаков, Владимир Легойда.
С января 2007 года журнал «Альфа и Омега» издавался Издательским домом «Фома», также издающим журнал «Фома»; 400-страничный журнал, выходил три раза в год тиражом 2300 экз. и распространялся по подписке на территории всех стран СНГ. Его читателями были священники и активные миряне, работающие ради формирования подлинно церковного сознания у того поколения российских христиан, которое пришло в Церковь в последние десятилетия; 12 марта на сайте Фома.ru началась публикация избранных статей из журнала «Альфа и Омега».
4 октября 2013 года скончалась Марина Журинская. К тому времени было выпущено 55 номеров. После смерти Марины Журинской журнал прекратил своё существование.
В марте 2016 года на портале «Православие и мир» стал доступен полный электронный архив богословского альманаха «Альфа и Омега». По этому случаю протоиерей Алексий Уминский отметил: «Существует и перспектива возрождения бумажной версии. Есть большая надежда, что в обозримом будущем новый номер журнала выйдет в печать: он уже сформирован».